# Тілектес
Тілекте́с (каз. Тілектес) — село у складі Казигуртського району Туркестанської області Казахстану. Входить до складу Жанабазарського сільського округу.
У радянські часи село називалось Тлектес.
Населення — 646 осіб (2021; 705 у 2009, 674 у 1999, 467 у 1989).